# Oediceropsis elsula
Oediceropsis elsula is een vlokreeftensoort uit de familie van de Oedicerotidae. De wetenschappelijke naam van de soort is voor het eerst geldig gepubliceerd in 1966 door J.L. Barnard.